# Zygocanna pleuronota
Zygocanna pleuronota är en nässeldjursart som först beskrevs av Péron och Charles Alexandre Lesueur 1810.  Zygocanna pleuronota ingår i släktet Zygocanna och familjen Aequoreidae. Inga underarter finns listade i Catalogue of Life.